# Podhorie, Banská Štiavnica
Podhorie este o comună slovacă, aflată în districtul Banská Štiavnica din regiunea Banská Bystrica. Localitatea se află la altitudinea de 581 m deasupra n.m., se întinde pe o suprafață de 21,64 km2 și în 2017 număra 326 de locuitori.

## Istoric
Localitatea Podhorie este atestată documentar din 1388.

## Demografie
| An:                | 1994 | 2004   | 2014    | 2024   |
| ------------------ | ---- | ------ | ------- | ------ |
| Număr de persoane: | 405  | 381    | 339     | 334    |
| Diferență:         |      | −5,92% | −11,02% | −1,47% |

| An:                | 2023 | 2024 |
| ------------------ | ---- | ---- |
| Număr de persoane: | 334  | 334  |
| Diferență:         |      | +0%  |